# François Ier (empereur du Saint-Empire)
Pour les articles homonymes, voir François Ier, François de Lorraine et François II.
François Ier, né le 8 décembre 1708 à Lunéville (duché de Lorraine) et mort le 18 août 1765 à Innsbruck (Saint-Empire romain germanique), est empereur des Romains de son élection en 1745 jusqu'à sa mort.
Le prince François-Étienne naît dans la maison de Lorraine. Troisième dans l'ordre de succession au duché de Lorraine, ce petit-neveu maternel de Louis XIV voit son destin changer au décès de ses frères aînés. En 1732, François-Étienne est nommé vice-roi de Hongrie par l'empereur Charles VI, de la maison d'Autriche, qui l'a élevé comme son fils à la cour de Vienne. En 1736, François-Étienne épouse sa fille et héritière au trône impérial, l'archiduchesse Marie-Thérèse, fondant l'actuelle maison de Habsbourg-Lorraine.
En 1729, François-Étienne devient duc de Lorraine et de Bar, sous le nom de François III, et également duc de Teschen. En 1737, il abandonne à contre-cœur les États lorrains à la demande de Charles VI, afin de les donner au roi de Pologne déchu, Stanislas Leczinski. En compensation, François-Étienne reçoit le titre de grand-duc de Toscane et règne sous le nom de François II. Bien qu'il soit l'empereur en titre, c'est Marie-Thérèse qui dirige les États du Saint-Empire ; à sa demande, François-Étienne s'implique surtout à consolider les finances de la famille. Le couple impérial est très uni et a seize enfants, dont les plus connus sont la reine de France Marie-Antoinette, épouse de Louis XVI, et les empereurs Joseph II et Léopold II du Saint-Empire. Leurs descendants régneront sur l'Autriche, la Hongrie, la Toscane, Modène et le Mexique, certains jusqu'au début du XXe siècle.

## Biographie

### Enfance

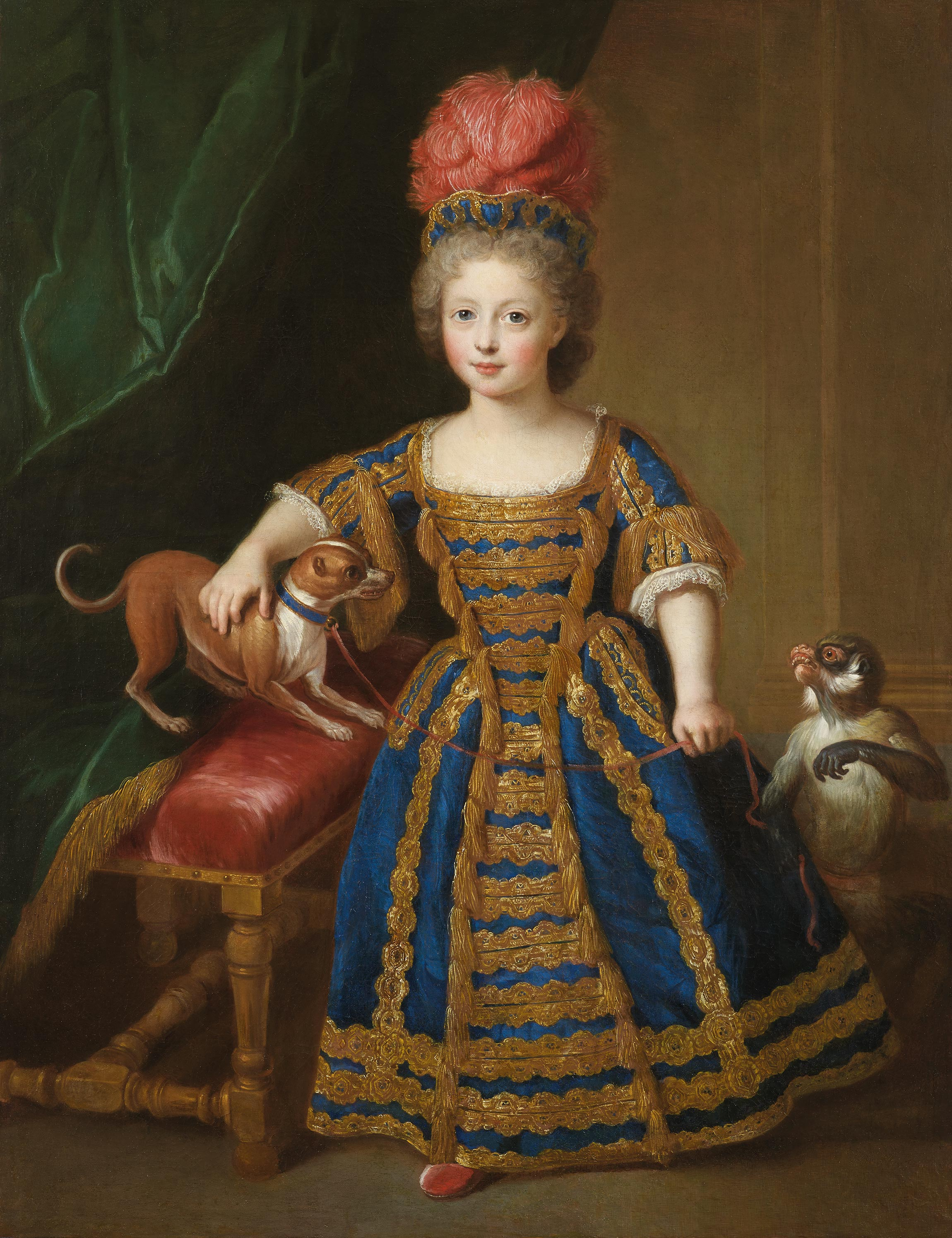
François I, futur empereur, à 3 ans (par Pierre Gobert)

François Antoine Étienne est le neuvième enfant et quatrième fils de Léopold Ier, duc de Lorraine et de Bar, et d’Élisabeth-Charlotte d'Orléans, fille de Monsieur, frère du roi Louis XIV de France, et de Élisabeth-Charlotte de Bavière dite Madame (la Princesse Palatine), la fameuse épistolière ; en ligne maternelle il est donc arrière-petit-fils de Louis XIII, mais aussi un cousin utérin de la dauphine née Marie-Adélaïde de Savoie, ce qui fait de lui un oncle à la mode de Bretagne du roi Louis XV de France, son cadet de 14 mois. Son père est un cousin germain et ami d'enfance de l'empereur Charles VI du Saint-Empire avec lequel il a été élevé.
À sa naissance, François n'est que troisième dans l'ordre de succession, mais, en mai 1711, la variole, dont meurent l'empereur Joseph Ier et le dauphin de France, emporte également trois enfants du couple ducal, notamment la princesse Charlotte, abbesse de Remiremont, onze ans, et le prince héritier Louis, sept ans. De leurs dix enfants ne restent au duc et à la duchesse de Lorraine, qui est enceinte pour la onzième fois, que leurs deux fils. La succession revient à l'aîné des deux : le prince Léopold-Clément, âgé de quatre ans.

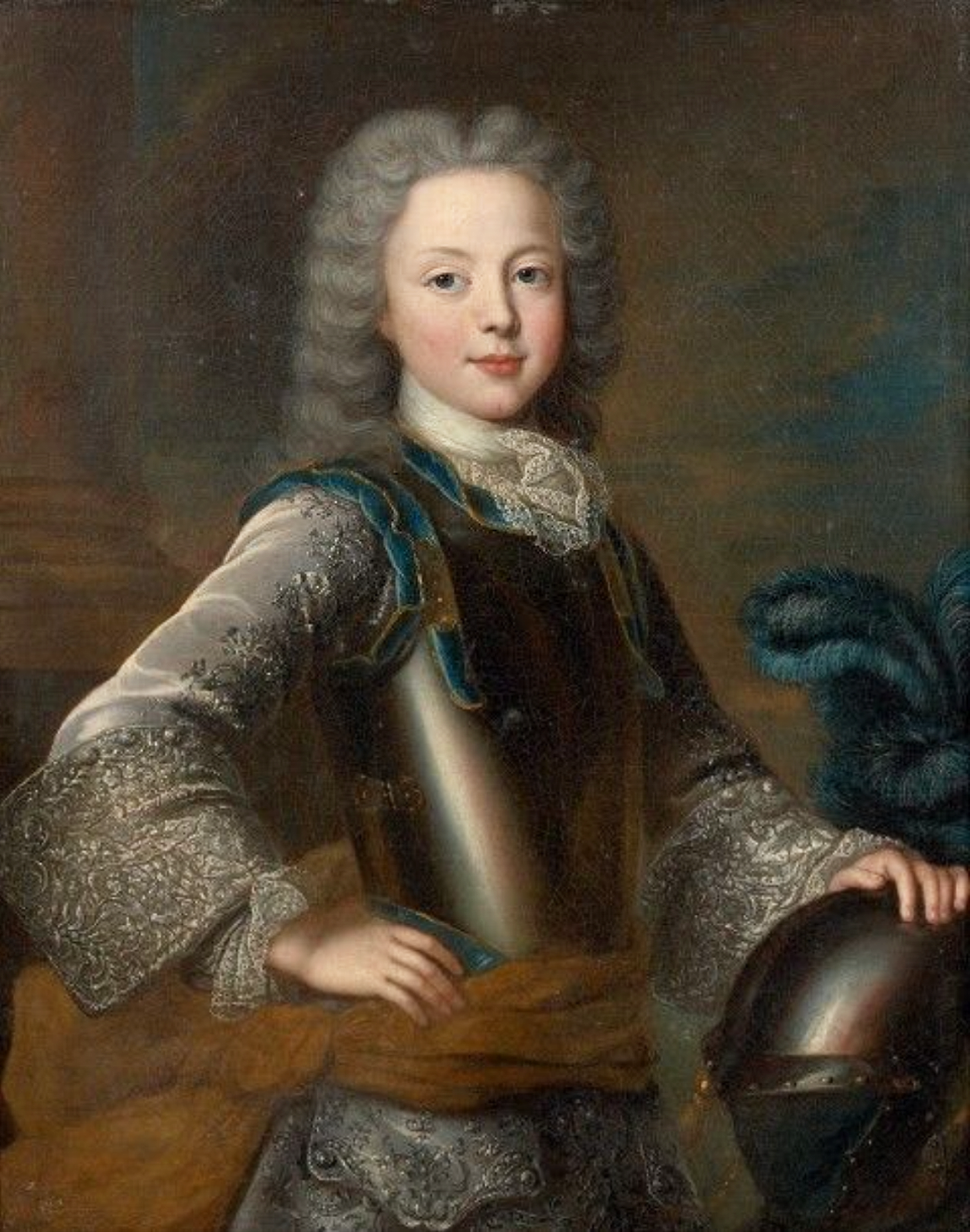
^{François en armure, sa main gauche posée sur un casque orné de plumes bleues, tandis qu'une écharpe de commandement entoure sa taille, par Pierre Gobert.}

Trois autres enfants viennent compléter la fratrie. En août 1711 naît la princesse Élisabeth-Thérèse, future reine de Sardaigne. En 1712, un troisième fils vient consolider la dynastie éprouvée, le prince Charles-Alexandre puis en 1714 la princesse Anne-Charlotte. Une petite fille, quatorzième et dernier enfant du couple ducal, naît en 1718 mais meurt peu après sa naissance.

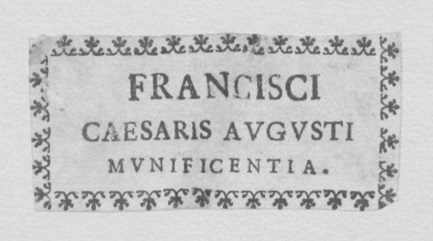
Ex libris de François Ier. Fondazione BEIC.

En 1722, François, 14 ans, assiste à Reims avec sa famille au couronnement du jeune Louis XV de France, âgé de 12 ans, son cousin. Il y salue sa grand-mère, la Princesse Palatine qui, dans son abondante correspondance, ne tarit pas d'éloges sur la beauté, le bon caractère et les bonnes manières de ses petits-enfants lorrains (ce qui la console de ses petits-enfants français, le fils et les filles du Régent).

### Une éducation viennoise
L'année suivante, le duc Léopold songe à faire partir son fils aîné pour Vienne afin de lui faire terminer son éducation auprès de l'empereur, son cousin et ami d'enfance, dont il se sent très proche. Mais à son tour, le prince Léopold-Clément contracte la variole et en meurt à l'âge de 16 ans.
C'est donc François, âgé de quinze ans et nouvel héritier des trônes ducaux de Lorraine et de Bar (et qui dès lors est surnommé Ersatzkind), qui est envoyé à Vienne, à la cour de Charles VI. L'empereur élève François comme son propre fils et prévoit de le marier à l'archiduchesse Marie-Thérèse, sa fille aînée et héritière.
La petite archiduchesse est très vite passionnément amoureuse de son promis et sa forte personnalité résiste à toutes les pressions l'incitant à épouser d'autres prétendants. Cet amour dure au-delà de la mort de l'empereur.

### Duc de Lorraine et de Bar (1729) et vice-roi de Hongrie (1731)

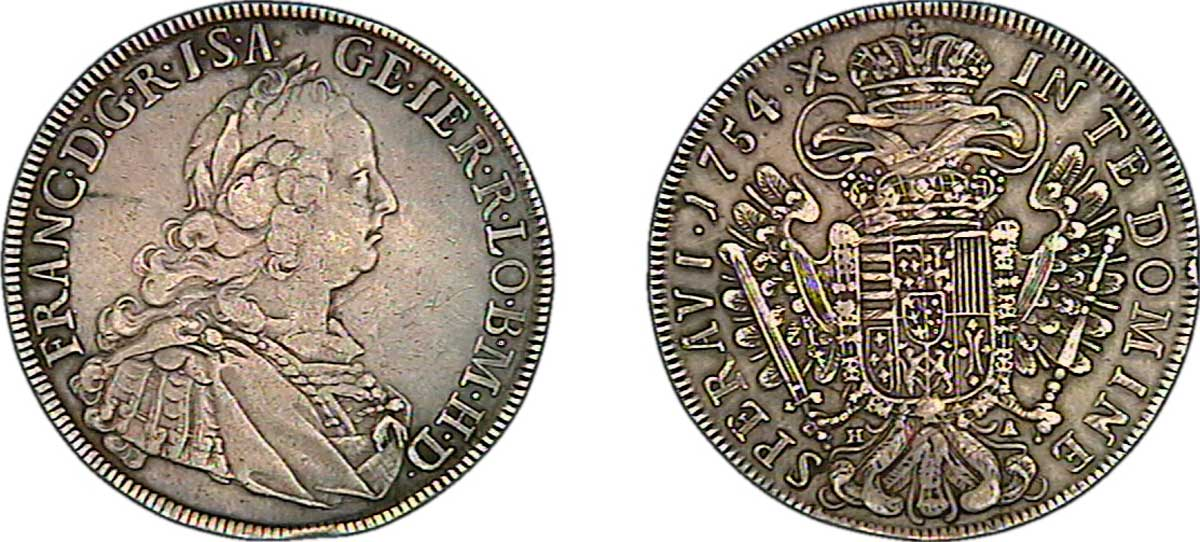
Demi thaler à l'effigie de François Ier de Lorraine, 1754.

En 1729, à 20 ans, il succède à son père et doit rejoindre sa patrie qu'il a quittée à quinze ans. Quittant la cour impériale pour une plus modeste cour, il rentre à Lunéville mais, affichant une certaine froideur, il devient vite impopulaire.
Dès l'année suivante, confiant la régence à sa mère, la duchesse douairière Élisabeth-Charlotte, il entreprend un tour d'Europe. Au cours de ce voyage, il est initié à la franc-maçonnerie et reçu dans l'Ordre par une délégation anglaise à La Haye.
À Versailles, il prête hommage au roi de France Louis XV pour une partie de son duché de Bar, conformément aux termes de la reconnaissance de la suzeraineté française, remontant à 1301. À Bruxelles, il visite sa tante, la gouvernante Marie-Élisabeth d'Autriche. À Berlin, il assiste au mariage du futur Frédéric II de Prusse (12 juin 1733).
C'est alors qu'il est rappelé à Vienne par l'empereur, qui, en 1731, l'a nommé vice-roi de Hongrie.
En 1732, il est nommé Maître franc-maçon à Londres. C'est sous son influence que la franc-maçonnerie se développe librement en Autriche.

### Le «mariage du siècle» (1736)
Le 12 février 1736, François, 27 ans et 2 mois, épouse l'archiduchesse Marie-Thérèse, alors âgée de 18 ans et 9 mois. Le jeune couple prend possession de la Toscane, où ils restent trois mois. François est fait Feld-maréchal de l'Empire et généralissime de l'armée impériale. Il possède également la villa Médicis.
Marie-Thérèse lui donne seize enfants :
1. Marie-Élisabeth (5 février 1737-7 juin 1740) ;
2. Marie-Anne (6 octobre 1738-19 novembre 1789) ;
3. Marie-Caroline (12 janvier 1740-25 janvier 1741) ;
4. Joseph II (13 mars 1741-20 février 1790), épouse en 1760 Marie-Isabelle de Bourbon-Parme († 1763) puis en 1765 Josépha de Bavière ;
5. Marie-Christine (13 mai 1742-24 juin 1798), épouse en 1766 Albert de Saxe, créé duc de Teschen (1738-1822) ;
6. Marie-Élisabeth (13 août 1743-25 septembre 1808) ;
7. Charles-Joseph (1er février 1745-18 janvier 1761) ;
8. Marie-Amélie (26 février 1746-18 juin 1804), épouse en 1769 Ferdinand Ier de Parme (1751-1802) ;
9. Léopold II (5 mai 1747-1er mars 1792), épouse en 1765 Marie-Louise d'Espagne ;
10. Marie-Caroline († 17 septembre 1748) ;
11. Jeanne-Gabrielle (4 février 1750- 23 décembre 1762) ;
12. Marie-Josèphe (19 mars 1751-15 octobre 1767) ;
13. Marie-Caroline (13 août 1752-8 septembre 1814), épouse en 1768 Ferdinand Ier des Deux-Siciles (1751-1825) ;
14. Ferdinand (1er juin 1754-24 décembre 1806), duc de Modène, épouse en 1771 Marie-Béatrice d'Este (1750-1829) ;
15. Marie-Antoinette (2 novembre 1755-16 octobre 1793), épouse en 1770 Louis XVI ;
16. Maximilien (8 décembre 1756-26 juillet 1801), archevêque-électeur de Cologne.

Une dynastie ressuscitée : le tableau de Martin van Meytens, peint en 1754

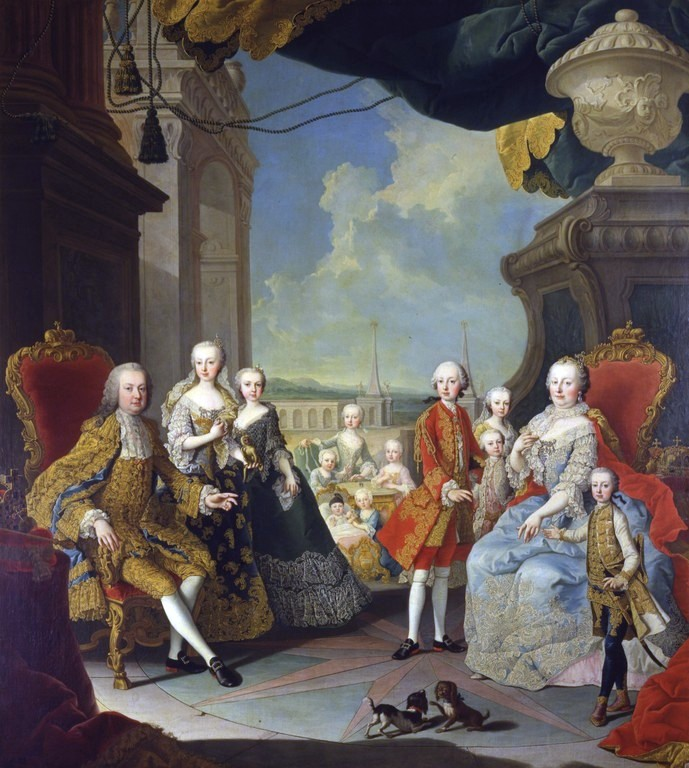
La famille impériale en 1754. De gauche à droite au premier plan : l'empereur (45 ans) et les archiduchesses Marie-Anne (16 ans) et Marie-Christine (12 ans) ; l'impératrice (37 ans) avec les archiducs Joseph (13 ans), Charles (9 ans), Léopold (7 ans) et l'archiduchesse Marie-Élisabeth (11 ans) ; au fond : les archiduchesses Marie-Amélie (8 ans), Jeanne-Gabrielle (4 ans), Marie-Josèphe (3 ans) et Marie-Caroline (2 ans) entourent leur petit-frère Ferdinand dans son berceau. L'archiduchesse Marie-Antoinette naîtra l'année suivante suivie un an plus tard par le dernier enfant du couple impérial l'archiduc Maximilien-François.

### L'abandon de la Lorraine en échange de la Toscane (1737)
Pour mettre fin à la guerre de Succession de Pologne, qui a commencé en 1733, l’empereur Charles VI, répondant à la demande du cardinal de Fleury, accepte d'accorder une compensation au vaincu, Stanislas Leszczyński, beau-père de Louis XV, en lui remettant les duchés de Lorraine et de Bar, lesquels, à la mort de l'ex-roi de Pologne, deviendront français.
En échange de la perte de ces duchés, sur lesquels sa famille régnait depuis sept cents ans, François se voit offrir le grand-duché de Toscane, proposition qu'il finit par accepter — à contrecœur — malgré les objurgations de sa mère et de son frère, Charles-Alexandre, et au grand dam de ses sujets lorrains. Cet échange territorial, négocié en secret dès 1735 (accord préliminaire de novembre 1735) et effectif en 1737, est formalisé par le traité de Vienne (1738).
François fait transférer les archives ducales à Vienne, ainsi qu'une partie des meubles du château de Lunéville. Sa mère obtient de Louis XV la disposition à titre viager de la principauté de Commercy.
Les représentants de Stanislas Lesczynski prennent possession du duché de Bar en février 1737, du duché de Lorraine en mars, et le nouveau duc s'installe à Lunéville en avril.
François prend possession du grand-duché de Toscane à la mort de Jean-Gaston de Médicis (9 juillet 1737). Le gouvernement effectif sera longtemps assuré par le prince de Beauvau-Craon, chef du conseil de régence.

### La guerre de Succession d'Autriche

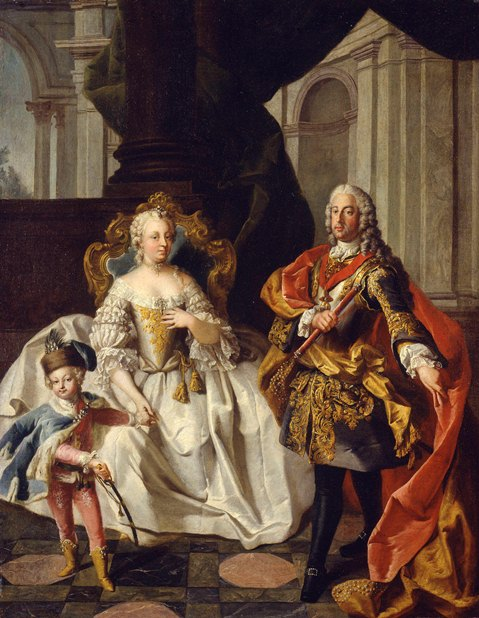
Le couple impérial et l'archiduc-héritier (Palko, 1747).

En 1740, à la mort de Charles VI, selon les dispositions de la Pragmatique Sanction, reconnue par l'ensemble des États européens, les possessions habsbourgeoises doivent aller à sa fille Marie-Thérèse.
Cependant, Frédéric II de Prusse demande des compensations territoriales et les électeurs de Saxe et de Bavière, mariés à des archiduchesses autrichiennes, refusent de reconnaître Marie-Thérèse comme seule héritière et d'élire François empereur. Le roi de Sardaigne, bien qu'ayant épousé la sœur de François, convoite le Milanais. En France, l'attentisme du roi Louis XV de France et de son ministre, le cardinal de Fleury, se heurte à l'opinion publique qui ne songe qu'à écraser, une fois pour toutes, la maison de Habsbourg, sa rivale depuis près de 250 ans.
Marie-Thérèse est une jeune mère de famille de 23 ans sans réelle expérience politique, ouvertement amoureuse de son mari François-Étienne de Lorraine à qui la France a enlevé ses États et qui n'a toujours pas donné le jour à l'héritier mâle qui consoliderait sa légitimité et sa dynastie.
Cette mésentente déclenche la guerre de Succession d'Autriche (1740-1748), pendant laquelle le « duc de Lorraine », n'oubliant pas sa patrie d'origine, se montrera profondément francophobe, allant jusqu'à promouvoir la paix avec la Prusse, quitte à abandonner la Silésie, si chère à Marie-Thérèse, pour faciliter la lutte de l'Autriche contre la France.

### Empereur (1745)

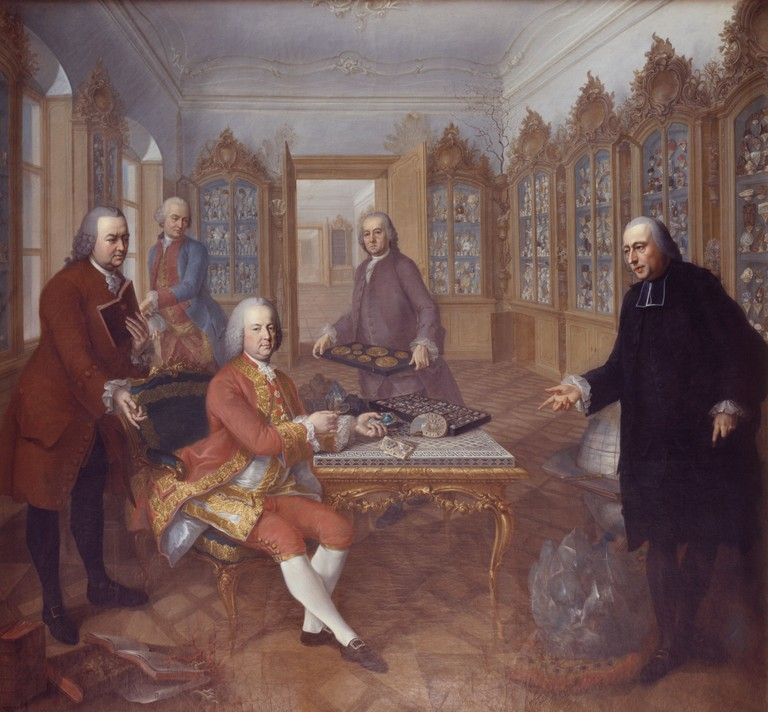
L'empereur entouré des savants Gerard van Swieten, Johann Ritter von Baillou, Valentin Jamerai-Duval et Johann Marcy.

François est finalement élu empereur le 13 septembre 1745, à Francfort-sur-le-Main, et est couronné le 4 octobre suivant, jour de la fête de saint François d'Assise, son saint patron. Marie-Thérèse n'est donc pas impératrice en titre, même si, dans les faits, c'est elle qui dirige l'Empire et administre ses territoires patrimoniaux. François s'opposa en vain à l'alliance austro-française (1756) et ne peut marier sa fille Marie-Christine à son neveu, Charles-Maurice de Savoie (ne serait-ce pas plutôt Benoît de Savoie?), duc de Chablais, fils de sa sœur et du roi de Sardaigne.
Peu doué pour la guerre mais excellent administrateur, l'empereur « Frantz » fonde la fortune des Habsbourg-Lorraine.
Parfois las de l'affection envahissante de l'impératrice, il entretient une courte liaison avec une dame d'honneur de son épouse, la comtesse Marie-Wilhelmine de Neipperg, de trente ans sa cadette. L'impératrice, très éprise de son mari, y met très vite un terme et marie la jeune comtesse au prince Jean-Adam d'Auersperg. Cependant la liaison de l'empereur avec la jeune femme ne cesse pas, sans que l'on puisse définir la nature de cette relation entre un homme vieillissant et une très jeune femme.

Le 18 août 1765, il meurt subitement à bord de son carosse, alors qu'il rentre d'une représentation de l'opéra d'Innsbruck, et ce à peine deux semaines après le mariage de son fils Léopold avec Marie-Louise d'Espagne. Son oraison funèbre est prononcée par Corneille-François de Nélis le 9 novembre 1765 dans l'église Sainte-Gudule ; Il est inhumé dans la tombe numéro 56 à Vienne dans le caveau familial des Capucins.

## Hommage
Le prix scientifique international Franz-Stephan, décerné par la Société autrichienne d’étude du XVIIIe siècle, rend hommage à l’intérêt que l'empereur François (Franz Stephan en allemand) portait à la science, à l’art ainsi qu’à la culture de l’Autriche.